# 植龍屬
植龍屬（屬名：Phytosaurus）是植龍目的一個屬，也是第一種被命名的植龍目，由G.Jaeger在1828年所敘述、命名，但目前的狀態是疑名；植龍目是一群外表類似鱷魚的已滅絕镶嵌踝类。植龍擁有類似鱷魚的身體結構，但牠們的鼻孔位在頭上方，而非口鼻部前端。植龍的屬名意為「植物蜥蜴」，但牠們現在被認為是肉食性，模式種是P. cylindricodon。